# FEMUA 12
Le Femua 12 est la 12e édition du Festival des musiques urbaines d'Anoumabo, qui s'est tenu du mardi 23 au dimanche 28 avril 2019. Le thème retenu pour cette année 2019 est "Genre et Développement".
Pour l'édition 12, le Femua a lieu à Abidjan et dans une ville de l'intérieur du pays, précisément à Gagnoa.

## Déroulement

### Cérémonie de lancement
Le 14 mars 2019, la cérémonie de lancement du Femua 12 s'est déroulée en présence de la marraine de cette 12e édition, Dominique Ouattara, au Sofitel Hôtel Ivoire à Abidjan.

### Action sociale
Le volet social de cet événement a été marqué par l’inauguration de l’école primaire Magic System du village de Bayekou-Bassi dans le département de Gagnoa, créée par les Magic System, et l'annonce de la création d'un centre culturel pour enfants à Bingerville, une commune du sud-est de la Côte d'Ivoire.

### Carrefour Jeunesse
Comme à l'accoutumée, à chaque édition, la jeunesse s'est exprimée sur le thème du festival qui était "Genre et Développement" pendant le rendez-vous dénommé Carrefour jeunesse. Ce rendez-vous scientifique est un volet que le commissariat du Femua a bien voulu joindre à cet évènement musical et culturel international.
À Abidjan, les 24 et 25 avril, et le 26 avril à Gagnoa, les jeunes Ivoiriens n'ont pas manqué d'apporter leur contribution à l'intégration de la question du genre, et notamment de la femme, et surtout de la jeune fille au développement de notre pays la Côte d'Ivoire. Lors de cette rencontre animée par des jeunes, la Fondation Magic System a eu pour but d'emmener les futurs leaders et décideurs politiques à prendre en compte les notions de genre et d'égalité des sexes dans leurs décisions. Le Carrefour jeunesse se veut aussi d'aider à une prise de conscience sur l'importance de la femme dans le développement socio-économique d'une nation chez les jeunes.

## Pays invité
À cette énième édition, le Burkina Faso est le pays invité du pays du Femua 2019. Le ministre Burkinabé de la Culture, des Arts et du Tourisme, Monsieur Abdoul Karim Sango a assisté à la cérémonie du lancement des activités du festival jeudi 14 marset s’est félicité de voir que son pays est à l’honneur au Femua.

## Programmation artistique
Le thème retenu pour cette 12e édition, "Genre et Développement" est traduit à travers le nouveau logo mettant évidence un visage d’homme et celui d’une femme entremêlés. Cette édition célébrera donc la « Parité du genre ». À cet effet, défileront sur les grandes scènes du « Femua 12 » de l’INJS et de Gagnoa, 16 artistes de renom dont 8 hommes et 8 femmes.
| Artistes       | Pays de provenance               | Jours de prestation | Lieux de prestation    |
| -------------- | -------------------------------- | ------------------- | ---------------------- |
| Oumou Sangaré  | Mali                             | Avril 2019          | Abidjan (INJS Marcory) |
| Femi Kuti      | Nigeria                          | Avril 2019          | Abidjan (INJS Marcory) |
| Mani Bella     | Cameroun                         | Avril 2019          | Abidjan (INJS Marcory) |
| Matia Bissongo | Burkina Faso                     | Avril 2019          | Abidjan (INJS Marcory) |
| Chantal Taïba  | Côte d'Ivoire                    | Avril 2019          | Abidjan (INJS Marcory) |
| Josey          | Côte d'Ivoire                    | Avril 2019          | Abidjan (INJS Marcory) |
| Claire Bahi    | Côte d'Ivoire                    | Avril 2019          | Abidjan (INJS Marcory) |
| Allah Thérèse  | Côte d'Ivoire                    | Avril 2019          | Abidjan (INJS Marcory) |
| Kaaris         | France                           | Avril 2019          | Abidjan (INJS Marcory) |
| Femi Kuti      | Nigeria                          | Avril 2019          | Abidjan (INJS Marcory) |
| Buravan        | Rwanda                           | Avril 2019          | Abidjan (INJS Marcory) |
| Extra Musica   | République démocratique du Congo | Avril 2019          | Abidjan (INJS Marcory) |
| Mulukuku       | Côte d'Ivoire                    | Avril 2019          | Abidjan (INJS Marcory) |
| DJ Kerozen     | Côte d'Ivoire                    | Avril 2019          | Abidjan (INJS Marcory) |
| Bi Pomi Junior | Côte d'Ivoire                    | Avril 2019          | Abidjan (INJS Marcory) |
| Molière        | Côte d'Ivoire                    | Avril 2019          | Abidjan (INJS Marcory) |

## Voir également